# Arriguttia
Arriguttia (лат.) — род пластинчатоусых жуков из подсемейства Dynastinae. Неотропика (Бразилия, Гайана, Французская Гвиана). 2 вида.

## Описание
Среднего размера жуки (14-16 мм). Тело широкое, овальное. Основная окраска чёрная или красновато-коричневая От близких родов отличается следующими признаками: клипеус с урезанной вершиной и прямой, сверху субквадратный; с небольшим вдавлением на диске. Средние тазики широко раздвинуты, не соприкасаются. Самцы отличаются увеличенными передними ногами и крупными коготками. 

### Виды
- Arriguttia bolivari  Martínez, 1968
- Arriguttia brevissima (Arrow, 1911)[5]